# Кевролка
Кевролка — река в России, протекает по Виноградовскому району Архангельской области. Левый приток реки Уры (бассейн Юлы). Длина реки составляет 12 км.
Течёт с юга на север. В верхнем течении протекает через Кеврольское болото.